# Premios Nébula
Los premios Nébula (Nebula Awards en el original en inglés) son un conjunto de galardones literarios otorgados anualmente a las mejores obras de ciencia ficción o fantasía publicadas en los Estados Unidos. Los premios los organiza y otorga la Asociación de escritores de ciencia ficción y fantasía de Estados Unidos (SFWA), una asociación sin ánimo de lucro de escritores profesionales de ciencia ficción y fantasía. Se concedieron por primera vez en 1966 en una ceremonia creada para los premios y se conceden en cuatro categorías en función de la extensión de las obras. En los años 1974-78 y 2000-09 se otorgó una quinta categoría para los guiones de películas y episodios de televisión y en 2018 se inició una sexta categoría concedida a los guiones de juegos. Las normas que rigen los premios han sido modificadas en varias ocasiones a lo largo de su historia, la última en 2010. La Conferencia Nébula de la SFWA, en la que se anuncian y presentan los premios, se celebra cada primavera en los Estados Unidos; los lugares varían de un año a otro.
Son uno de los más conocidos y prestigiosos premios de ciencia ficción y fantasía y, junto con los premios Hugo han sido calificados como los «premios de ciencia ficción más importantes de Estados Unidos». Las obras ganadoras han sido publicadas en colecciones especiales y los ganadores y nominados se mencionan con frecuencia como tales en la portada de los libros. La SFWA determina los premios por el año de publicación, es decir, el año anterior al que se otorga el premio.

## Normas
Los premios se otorgan anualmente por la Asociación de escritores de ciencia ficción y fantasía de Estados Unidos (SFWA) a las mejores obras de ciencia ficción o fantasía publicadas durante el año natural anterior. Para poder optar al galardón, las obras deben haber sido publicadas en inglés en los Estados Unidos, aunque también se consideran elegibles las obras publicadas en inglés en otras partes del mundo siempre que se publiquen en un sitio web o en una edición electrónica accesible a los estadounidenses. Los premios no están limitados a ciudadanos estadounidenses o miembros de la SFWA. Las obras traducidas al inglés también pueden ser candidatas. En el reglamento de los premios no se determina qué obras se consideran como ciencia ficción o fantasía, dejando la decisión en manos de los propios votantes.
Los finalistas y ganadores de cada categoría son elegidos por los miembros de la SFWA en activo. Desde 2018 se amplió el cuerpo de votantes para incluir también a los miembros asociados. Las nominaciones se realizan entre el 15 de noviembre y el 15 de febrero por los miembros de la asociación y las seis obras que reciben la mayor número de nominaciones entran a formar parte de la votación final de cada categoría. En caso de empate se pueden añadir finalistas adicionales. Los miembros tienen de plazo todo el mes de marzo para votar los ganadores de cada categoría y los resultados finales se presentan en la ceremonia de entrega de los premios en mayo. Los autores no pueden nominar sus propias obras, aunque sí pueden rechazar que estas sean nominadas. En la votación final, los empates se deshacen ―si es posible― por el número de nominaciones que ha recibido la obra en la fase anterior.
El ganador recibe un trofeo consistente en un bloque transparente con una nebulosa espiral brillante incrustada y con piedras preciosas cortadas para que parezcan planetas. El trofeo fue diseñado por J. A. Lawrence para los primeros premios de 1966 basado en un boceto de Kate Wilhelm y ha permanecido sin cambios desde entonces. El premio no conlleva dotación económica alguna.

## Historia
Los primeros premios Nébula se otorgaron en 1966, a obras publicadas en 1965. La idea de este premio, financiado con las ventas de las antologías que recogen las obras ganadoras, fue propuesta por el secretario-tesorero de la SFWA Lloyd Biggle, Jr. en 1965, basándose en el premio Edgar otorgado por la Asociación de Escritores de Misterio de Estados Unidos, y la celebración de una ceremonia para presentarlos se tomó de los premios Edgar y Hugo. Durante la ceremonia inicial se entregaron premios en cuatro categorías: novela, novela corta, relato y relato corto, categorías que se vienen manteniendo desde entonces. Entre 1974 y 1978 se creó una categoría para guiones bajo los nombres de «Mejor representación dramática» y «Mejor guion dramático» y de nuevo de 2000 a 2009 como «Mejor guion», pero después de 2009 fue suprimida de nuevo y sustituida por el premio Ray Bradbury, premio que no forma parte de los Nébula pero que sigue las reglas y procedimientos y se presenta durante la ceremonia de los Nébula. En 2018 se añadió una nueva categoría de guiones de juegos, tanto videojuegos como juegos de mesa.
Antes de 2009 los Nébula utilizaban un sistema de elegibilidad conocido como rolling, es decir, para optar a la votación se podía nominar una obra durante un año a partir de su fecha de publicación. Con este sistema, existía la posibilidad de que las obras fueran nominadas en el año natural posterior a su publicación y luego se premiaran en el año natural siguiente. Los trabajos se añadían a una lista preliminar para el año si contaban con diez o más nominaciones, que posteriormente se votaban para confeccionar la votación final. En 1970 se añadió la posibilidad de que los votantes escogieran la opción «sin premio» si consideraban que ninguna obra nominada era digna de ser galardonada, algo que ocurrió en 1971 en la categoría de relato corto y en 1977 en la categoría de guion.
A partir de 1980 el año de elegibilidad para las candidaturas se fijó en el año natural, en lugar de entre el 1 de diciembre y el 30 de noviembre como se concibió inicialmente y se permitió que el comité organizador de la SFWA añadiera una obra adicional en cada categoría. También se permitió a los autores utilizar la edición de sus libros de un año más tarde en edición de bolsillo (de mayor tirada) como inicio de su período de designación, en lugar de la publicación original en tapa dura. Como consecuencia de la combinación de esta norma y de la elegibilidad rolling, los premios de 2007, a pesar de ser nominalmente para obras publicadas en 2006, se concedieron a obras publicadas en 2005. A partir de los premios de 2010, el sistema rolling de elegibilidad y la exclusión de la publicación en rústica fueron sustituidos por las normas actuales.

## Categorías
| Categoría               | Años activa          | Descripción                                      |
| ----------------------- | -------------------- | ------------------------------------------------ |
| Mejor novela            | 1966-presente        | Narraciones de más de 40 000 palabras            |
| Mejor novela corta      | 1966-presente        | Narraciones de entre 17 500 y 40 000 palabras    |
| Mejor relato            | 1966-presente        | Narraciones de entre 7500 y 17 500 palabras      |
| Mejor relato corto      | 1966-presente        | Narraciones de menos de 7500 palabras            |
| Mejor guion             | 1974-1978, 2000-2009 | Guiones para películas o episodios de televisión |
| Mejor guion para juegos | 2018-presente        | Guiones para videojuegos o juegos de mesa        |

Además de los premios Nébula, durante la ceremonia de presentación se entregan también otros premios y reconocimientos, aunque no necesariamente todos los años. Dos de ellos son premios literarios anuales votados por los miembros de SFWA en la selección final de los Nébula: el premio Andre Norton a la mejor novela de ciencia ficción o fantasía para jóvenes, instituido en 2006, y el premio Ray Bradbury a la representación dramática destacada, que sustituyó al premio al mejor guion en 2010. Los otros son el premio Gran Maestro Damon Knight Memorial, otorgado desde 1975 a autores por su «destacada trayectoria de toda una vida en la ciencia ficción o la fantasía», el de Autor emérito desde 1995 por sus contribuciones al género, el premio Kevin O'Donnell, Jr. por los servicios prestados a la SFWA y el premio Kate Wilhelm del Solsticio desde 2009 por su gran impacto en la ficción especulativa. Estos cuatro son discrecionales, pero los directivos y expresidentes han designado un Gran Maestro cada año durante más de una década. Mientras que el de Gran Maestro o de Autor emérito está reservado a autores vivos, el premio del Solsticio puede otorgarse póstumamente.

## Reconocimiento
Junto con los premios Hugo, los Nébula están considerados los «premios de ciencia ficción más importantes de Estados Unidos» y «el equivalente del mundo de la ciencia ficción y la fantasía» de los premios Emmy. En Salon, Laura Miller lo calificó como «el premio de ciencia ficción más prestigioso» y Justine Larbalestier, en The Battle of the Sexes in Science Fiction (2002), calificó los Nébula y los Hugo como «los premios de ciencia ficción más conocidos y prestigiosos». En su libro Trillion Year Spree: The History of Science Fiction, Brian Aldiss decía que, mientras que el Hugo era un barómetro de la popularidad entre los lectores, más que del mérito artístico, el premio Nébula aportaba «más juicio literario», aunque señaló que los ganadores de los dos premios a menudo coincidían. David Langford y Peter Nicholls expresaron en The Encyclopedia of Science Fiction (2012) que los dos premios se concedían a menudo a las mismas obras, señalando que algunos críticos consideraban que la selección de los premios Nébula reflejaba «tanto la aptitud política como la literaria», ya que no parecía centrarse tanto en el talento literario como en las expectativas de su popularidad.
Algunas personalidades de la industria editorial han declarado que ganar o ser nominado para un Nébula tiene repercusiones en la carrera del autor y en las ventas de esa obra. En 1992 Spider Robinson, según se cita en Science Fiction Culture (2000), dijo que los editores «prestan mucha atención» a quien gana un premio Nébula. El agente literario Richard Curtis dijo en su Mastering the Business of Writing (1996) que el hecho de aparecer la etiqueta «Premio Nébula» en la portada de un libro, incluso solo como nominado, era un «poderoso incentivo» para que los aficionados de la ciencia ficción compraran una novela y, en First World Fantasy Awards (1977), el escritor e ilustrador Gahan Wilson afirmó que al destacar que un libro había ganado el premio Nébula en la portada aumentaba «manifiestamente» las ventas de esa novela.
Se han publicado varias antologías de relatos cortos ganadores del premio. La serie Nebula Winners, publicada anualmente por la SFWA y editada por diversos miembros de la Asociación, renombrada como Nebula Awards Showcase desde 1999, se inició en 1966 como una recopilación de ganadores y nominados de relatos cortos de ese año. Las ventas de estas antologías estaban destinadas a cubrir los gastos de la presentación de los premios. La antología Lo mejor de los premios Nébula (The Best of the Nebulas, 1989), editada por Ben Bova, recopiló los ganadores de los Nébula de 1966 a 1986, seleccionados oficialmente por los miembros de la SFWA. La antología no oficial Nebula Award Winning Novellas (1994), editada por Martin H. Greenberg, incluía diez obras que habían ganado el premio a la mejor novela corta entre 1970 y 1989.